# Latour-en-Woëvre
Latour-en-Woëvre ist eine französische Gemeinde mit 87 Einwohnern (Stand: 1. Januar 2022) im Département Meuse in der Region Grand Est (bis 2015: Lothringen). Die Gemeinde gehört zum Arrondissement Verdun, zum Kanton Étain und zum Gemeindeverband Territoire de Fresnes-en-Woëvre.

## Geografie
Die Gemeinde Latour-en-Woëvre liegt auf halbem Weg zwischen Verdun und Metz an der Grenze zum Département Meurthe-et-Moselle. Umgeben wird Latour-en-Woëvre von den Nachbargemeinden Brainville im Norden, Hannonville-Suzémont im Nordosten, Sponville im Südosten, Jonville-en-Woëvre im Süden sowie Labeuville im Westen und Nordwesten.

## Bevölkerungsentwicklung
| Jahr                       | 1962 | 1968 | 1975 | 1982 | 1990 | 1999 | 2006 | 2012 | 2019 |
| Einwohner                  | 121  | 105  | 90   | 83   | 79   | 65   | 62   | 86   | 95   |
| Quellen: Cassini und INSEE |      |      |      |      |      |      |      |      |      |

## Sehenswürdigkeiten
- Kirche Saint-Augustin, 1873 erbaut, im Ersten Weltkrieg beschädigt, 1923 restauriert

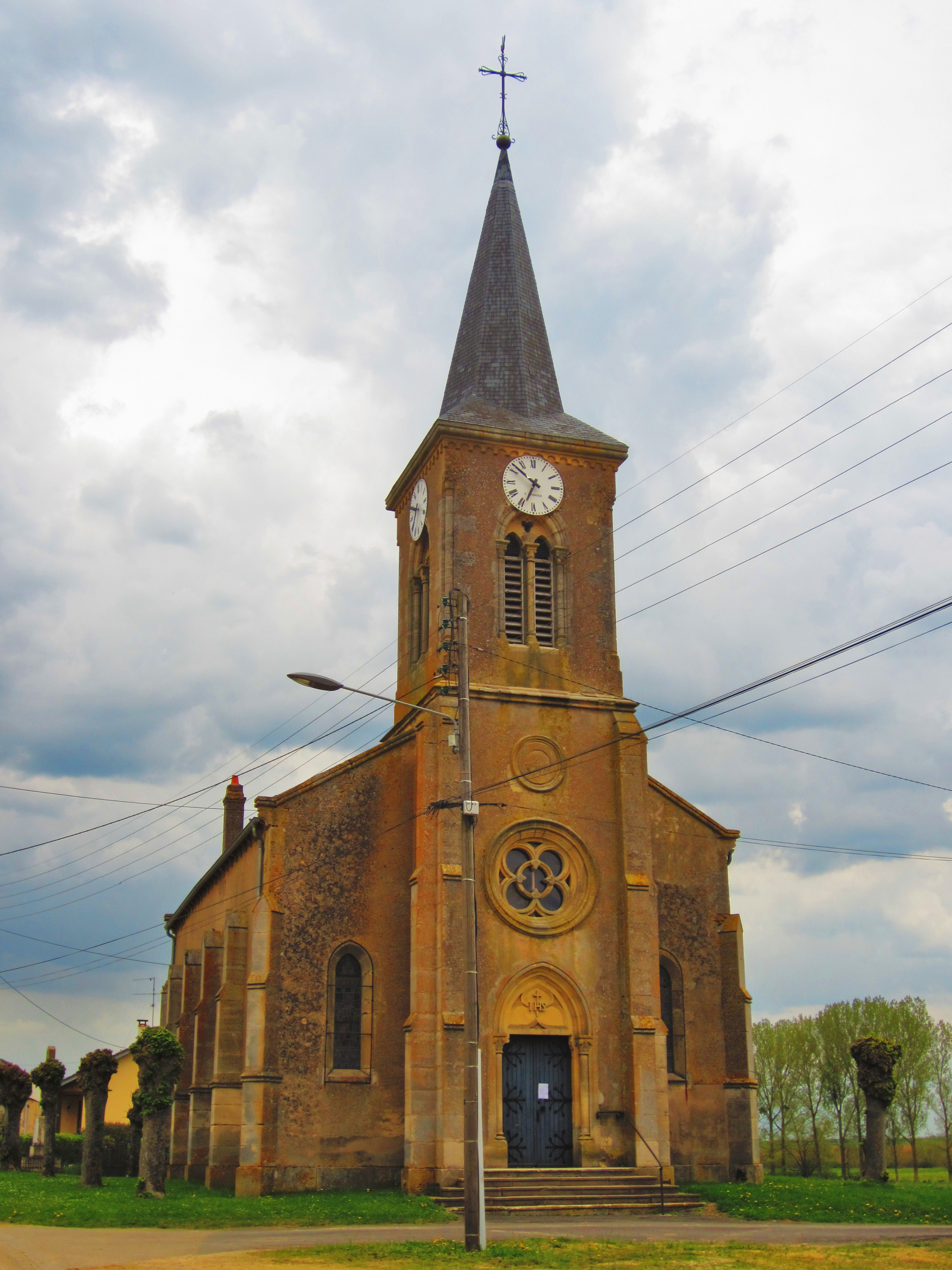
Kirche Saint-Augustin